# 서러브레드 (영화)
《서러브레드》(영어: Thoroughbreds)는 2017년에 공개된 미국의 블랙 코미디 스릴러 영화이다. 코리 핀리가 연출과 각본을 맡았으며, 핀리의 영화 감독 데뷔작이다. 2017년 1월 21일 제33회 선댄스 영화제에서 전 세계 최초로 상영되었다.
연출, 각본, 주연 올리비아 쿡과 애니아 테일러조이의 연기를 중심으로 평단으로부터 대체로 긍정 평가를 받았다.

## 줄거리
코네티컷주 교외 상류층 고등학생 어맨다와 릴리는 소꿉친구 사이이다. 둘은 릴리의 아버지가 사망한 후로 몇 년 간 교류가 없었지만 다시 가까워진다. 외톨이인 어맨다는 다리가 불구가 된 말을 칼로 안락사시켜 동물 학대 혐의를 받고 있다. 학업 성취도가 뛰어나며 인기가 많은 릴리는 새아버지 마크를 증오한다.
마크는 릴리를 집에서 치우기 위해 문제 행동 교정 기숙 학교로 강제 전학을 시키려 든다. 거기에 마크가 어머니 신시아를 모욕적으로 질타하는 모습까지 목격하자 릴리는 살의를 느낀다. 릴리는 극중에서 병명이 정확히 규명되지 않는 정신병 탓에 죄책감을 비롯해 그 어떤 감정도 느끼지 못하는 어맨다에게 마크의 살해를 부탁한다.

## 출연
- 올리비아 쿡 - 어맨다 역
- 애니아 테일러조이 - 릴리 레이놀즈 역
- 안톤 옐친 - 팀 역
- 폴 스파크스 - 마크 역
- 프랜시 스위프트 - 신시아 레이놀즈 역
- 앨릭스 울프 - 파티의 친구 역

## 기타 제작진
- 총괄 제작: B. 테드 디커